# ИноСМИ.ру
ИноСМИ (от «Иностранные СМИ») — новостной агрегатор, переводящий на русский язык статьи из зарубежных (преимущественно, западных) средств массовой коммуникации. Главный редактор — А. А. Тургиева.
Служба ИноСМИ принадлежит МИА «Россия сегодня», возглавляемое Дмитрием Киселёвым, финансирование осуществляется Федеральным агентством печати и информации (Роспечать).
Домен inosmi.ru был зарегистрирован в 2001 году. С момента основания и до конца февраля 2009 года проектом руководил Ярослав Огнев, совмещавший должности главного редактора и директора проекта.
В марте 2009 года главным редактором назначена Марина Пустильник.
С 1 марта 2012 года по 9 декабря 2013 года главным редактором являлся Алексей Ковалёв.

## Деятельность
При Ярославе Огневе ИноСМИ иногда приглашал иностранных журналистов и редакторов обсудить публикации с российскими читателями. Например, конференция польского писателя Станислава Лема с читателями ИноСМИ, проведённая 17 января 2006, оказалась последней пресс-конференцией в его жизни.
В штате ресурса были заявлены несколько профессиональных переводчиков. До назначения Марины Пустильник заметная часть переводов осуществлялась постоянными посетителями сайта на добровольной основе с координацией переводов на форуме.
В 2012 году жанр перевода читательских комментариев на «ИноСМИ» возродился, материалы стали выносить в отдельную рубрику на сайте. Ответственный за создание этой рубрики — бывший главный редактор Алексей Ковалёв.
В результате популяризации формата большинство статей на 2021 год стали представлять собой переводы комментариев пользователей зарубежных сайтов — в частности с февраля по апрель 2021 года более двух третей статей ИноСМИ были написаны по формуле «читатели думают». Новостные материалы публикуются очень редко.

### Форум
На сайте действовал форум, на котором обсуждались свежие публикации и публиковались пользовательские переводы, модераторская политика была либеральна и допускала высказывание различных точек зрения.
С начала 2009 года, после увольнения главного редактора Ярослава Огнева, модерация форума была прекращена, в результате форум был засорён провокационными, оскорбительными и бессмысленными сообщениями; формат пользовательских переводов при этом пришёл в упадок.
- 11 марта 2009 года было объявлено о назначении нового главного редактора[7] и о сворачивании деятельности форума: «Изменится система комментирования материалов, она будет переведена с платформы форума на формат комментариев, также будет премодерация комментариев, которые можно будет оставлять непосредственно на странице опубликованного материала». Это известие было с возмущением воспринято значительной частью пользователей и привело к созданию альтернативного сайта переводов (с форумом без премодерации) — Инофорум.
- 14 марта форум ИноСМИ был отключён с аргументацией, что он «будет выключен до особых распоряжений»[10].

## Достижения
В 2020 году — сайт занимал 462-е место в рейтинге посещаемости ресурсов Рунета по версии Alexa.
В 2007 году — лауреат учреждённой материнской компанией «Роспечать» «Премии Рунета» в категории «Культура и массовые коммуникации».

## Критика
Уже в 2007 году, по словам директора проекта Ярослава Огнева, про ИноСМИ ходили упорные слухи, что они являлись лучшим «пропагандистским ресурсом» Рунета. При этом в обзорной статье BBC редакционная политика издания при сравнении с политикой издания «Инопресса» отмечалась как более политически окрашенная и нацеленная на подбор критических статей о российской политике.
28 ноября 2011 года редактор портала ИноСМИ.ру Григорий Охотин обвинил РИА Новости, которым принадлежит портал, в цензуре и уволился, выложив в Интернет внутреннюю переписку, в которой его просили фильтровать публикуемые статьи. В частности, ему порекомендовали «не брать» для публикации на главной странице материалы западных СМИ «с жесткой критикой и провокационными заголовками про партию и Путина», не ставить на сайт «никаких политических текстов с негативом» в предвыборную неделю. Сами РИА Новости отрицали эти обвинения, главный редактор Inosmi.Ru Марина Пустильник отказалась подтвердить или опровергнуть, давались или нет Охотину подобные указания.
Осенью 2016 года участники Оперативной рабочей группы по стратегическим коммуникациям Европейской службы внешних связей (EEAS East StratCom Task Force) на примере темы аннексии Крыма Россией в 2014 году обвиняли ресурс в замалчиваниях, искажениях и изменениях исходного текста публикаций, заголовков и изображений. В частности, из статьи Le Figaro об истории крымскотатарской общины и её депортации во времена Великой Отечественной войны, из предложения о сотрудничестве с немцами «незначительного меньшинства представителей общины» фраза «незначительное меньшинство» пропала. По мнению аналитиков, тем самым читателя приводили к выводу о сотрудничестве с немцами всей «общины».
В 2019 году Оперативная рабочая группа по стратегическим коммуникациям вновь опубликовала критическую статью об ИноСМИ; критике подверглись подача материалов, подбор источников и попустительское отношение к авторским правам на тексты статей.
В 2020 и 2021 году издания Die Zeit и Foreign Policy опубликовали самостоятельные расследования вокруг сомнительного издания Abendlich Hamburg и его публикации «Запад решил заменить Алексея Навального его женой Юлией». На примере Abendlich Hamburg раскрывалась тактика создания «сайтов-однодневок», служащих для наполнения сайта ИноСМИ источниками для фиктивных переводов статей.
Издание Таймс дважды публиковало материалы, связанные с ИноСМИ.ру: в 2020 году редакция издания обнаружила публикации и комментарии с копирующего их издание сайта «One Sunday Times» в разделе переводов, отметив «желчность» и «ехидность» редакторской политики издания, а также создание «русофобного» фона в подаче образа западных СМИ. В 2021 году была опубликована статья Министра иностранных дел Великобритании Доминика Рааба, в которой он рассказал о результатах расследования Министерства иностранных дел. По результатам расследования ИноСМИ.ру была классифицирована как прослойка между фиктивными комментариями под статьями западных СМИ и их публикациями в российских соцсетях и СМИ; в вопросе распространения дезинформации он сравнил деятельность ИноСМИ с активностью другого российского издания, News Front.
В 2021 году исследователи из Университета Кардиффа обнаружили, что разделы комментариев в западных СМИ (таких как Daily Mail, Daily Express, Fox News и Der Spiegel) все чаще подвергаются манипуляциям со стороны пропагандистов, которые затем указывают на прокремлёвские комментарии как на свидетельство симпатии к российскому правительству на Западе. Комментарии используются в качестве основы для положительных новостей в таких СМИ, как InoSMI.ru, с заголовками по типу «Читатели Fox News: русские никого не боятся» и «Немецкие читатели: русские всегда будут на шаг впереди НАТО».
В 2022 году The Insider сообщалось, что сайт, совместно с порталами Царьград, Regnum и «Лента.ру», применяется в выдаче контекстной рекламы путём подмены трафика.
В 2022 году издание Meduza писало о развитии формата публикаций «читатели думают», породившую мем о «восхищённых болгарах», и отметило наибольшую популярность при цитировании изданием сайтов со слабой модерацией комментариев, наподобие Daily Mail или болгарского «Факти.бг». Французское издание Le Monde обозначило ИноСМИ как одно из первых изданий, замешанных в продвижении конспирологической теории об американских биологических лабораториях на территории Украины.

### Санкции
3 февраля 2023 года InoSMI.ru был внесён в санкционные списки Канады как часть медиахолдинга «Россия сегодня».